# Katarzyna Rostek
Katarzyna Rostek (ur. 6 marca 1968 we Wrocławiu) – dr hab. inż., profesor Politechniki Warszawskiej.

## Życiorys
W 1987 roku ukończyła XLIV Liceum Ogólnokształcące im.  Antoniego Dobiszewskiego w Warszawie i rozpoczęła studia na Wydziale Mechanicznym Technologicznym Politechniki Warszawskiej na kierunku organizacja i zarządzanie. Studia jednolite magisterskie ukończyła z wyróżnieniem w marcu 1993 roku, a od października rozpoczęła pracę na stanowisku asystenta w Instytucie Organizacji Systemów Produkcyjnych (IOSP) na Wydziale Inżynierii Produkcji (obecnie z powrotem Mechanicznym Technologicznym).
Będąc pracownikiem IOSP z wyróżnieniem obroniła rozprawę doktorską na temat „Modelowanie procesów eksploracji danych w zastosowaniach biznesowych na przykładzie ubezpieczeń” i kontynuowała pracę na stanowisku adiunkta w zakładzie informatyki gospodarczej IOSP. W 2008 roku rozpoczęła pracę na nowo utworzonym Wydziale Zarządzania w Politechnice Warszawskiej w katedrze systemów zarządzania. W 2016 roku na Uniwersytecie Ekonomicznym we Wrocławiu uzyskała habilitację m.in. na podstawie monografii „Benchmarking Collaborative Networks: A Key to SME Competitiveness” i od 2017 roku kontynuuje pracę na stanowisku profesora uczelni. 
W okresie zatrudnienia pełniła wiele funkcji w uczelni. Jest członkiem Rady Wydziału Zarządzania, w latach 2016–2020 pełniła funkcję prodziekana ds. studiów, w kadencji 2020–2024 jest przewodniczącą rady naukowej dyscypliny nauki o zarządzaniu i jakości w Politechnice Warszawskiej oraz członkiem Senatu Politechniki Warszawskiej. Od 2016 roku pełni funkcję członka Senackiej Komisji ds. Kształcenia, a od 2020 roku również przewodniczącej Dziekańskiej Komisji ds. Kształcenia. Prowadziła projekty modernizacji i zmiany programów kierunków studiów prowadzonych na Wydziale Zarządzania, w tym utworzenia nowego kierunku studiów Zarządzanie Bezpieczeństwem Infrastruktury Krytycznej. 
Jest autorką i współautorką 150 publikacji – monografii, rozdziałów w monografiach oraz artykułów naukowych. Wypromowała ponad 100 prac dyplomowych – inżynierskich, licencjackich i magisterskich. Obecnie sprawuje opiekę nad 9-ma doktorantami. Prowadziła liczne projekty i wykonywała ekspertyzy w zakresie zastosowania technologii informatycznych w zarządzaniu, w szczególności rozwiązań z zakresu analityki biznesowej oraz systemów wspomagania decyzji. W swojej pracy najbardziej ceni możliwość stałego kontaktu z otoczeniem biznesowym oraz studentami, którzy niezmiennie zadziwiają ją swoją przenikliwością i spostrzegawczością.

## Stanowiska
- asystent 1993–2002
- starszy wykładowca 2002–2005
- adiunkt 2005–2017
- profesor uczelni 2017–
- prodziekan ds. studiów 2016–2020
- przewodnicząca rady naukowej dyscypliny nauki o zarządzaniu i jakości 2020–2024

## Członkostwa
- Polskie Towarzystwo Zarządzania Produkcją – od 2001
- Polskie Towarzystwo Ekonomiczne – od 2014
- Naukowe Towarzystwo Informatyki Ekonomicznej – od 2015
- Towarzystwo Naukowe Organizacji i Kierownictwa – od 2016
- Polskie Towarzystwo Informatyczne – od 2017

## Nagrody, wyróżnienia, odznaczenia
- Indywidualna nagroda JM Rektora Politechniki Warszawskiej III stopnia za osiągnięcia naukowe w roku 2005.
- Nagroda „Złotej kredy” przyznana przez Radę Samorządu Studenckiego Politechniki Warszawskiej za rok akademicki 2008/2009 w kategorii prowadzący ćwiczenia/laboratoria/projekty.
- Indywidualna nagroda JM Rektora Politechniki Warszawskiej za osiągnięcia dydaktyczne w roku akademickim 2008/2009.
- Zespołowa nagroda I stopnia JM Rektora Politechniki Warszawskiej za osiągnięcia naukowe w roku 2009.
- Zespołowa nagroda II stopnia JM Rektora Politechniki Warszawskiej za osiągnięcia dydaktyczne w roku 2010.
- I nagroda Targów Wydawnictw Ekonomicznych w roku 2011 w kategorii Systemy Informatyczne w Biznesie dla książki Informatyka Gospodarcza.
- Wyróżnienie Studenckiego Koła Naukowego Informatyki SGH w roku 2011 w kategorii Systemy Informatyczne w Biznesie dla książki Informatyka Gospodarcza.
- Indywidualna Nagroda II stopnia JM Rektora PW za osiągnięcia naukowe w roku 2015.
- III Nagroda w Konkursie "Złote Pióro Przeglądu Organizacji" w roku 2015.
- Nagroda Naukowa Dziekana Wydziału Zarządzania w roku 2016.
- Zespołowa Nagroda II stopnia JM Rektora PW za osiągnięcia organizacyjne w roku 2018.
- Nagroda „Złotej kredy” przyznana przez Radę Samorządu Studenckiego Politechniki Warszawskiej za rok akademicki 2018/2019 w kategorii wykładowca.
- Nagroda zespołowa II stopnia JM Rektora PW za osiągnięcia dydaktyczne w roku 2020.

## Wybrane publikacje
- Agnieszka Kucharska, Katarzyna Rostek, COVID-19 and Technological Maturity of HEIs in Poland, „Social Science Computer Review”, s. 1-17, DOI: 10.1177/08944393211032199.
- Marcin Relich i inni, Declarative Approach to New Product Development Project Prototyping, „IEEE Intelligent Systems”, s. 88-95, DOI: 10.1109/MIS.2020.3030481.
- Anna Kosieradzka, Katarzyna Rostek, Process Management and Organizational Process Maturity, DOI: 10.1007/978-3-030-66800-6, ISBN 978-3-030-66799-3. Brak numerów stron w książce
- Anna Kosieradzka i inni, Advanced risk assessment methodology in public crisis management, ISBN 978-83-63370-04-6. Brak numerów stron w książce
- Katarzyna Rostek, Benchmarking Collaborative Networks. A Key to SME Competitiveness, s. 169, ISBN 978-3-319-16735-0.